# Paulos Lampros
Paulos Lampros o Lambros ((EL)  Παύλος Λάμπρος) (Kalarites, 29 giugno 1820 – Atene, 11 ottobre 1887) è stato un numismatico greco.
Lampros studiò principalmente la monetazione medievale delle isole greche. 

## Biografia
Il padre, Ioannes Lampros, era un mercante che aveva sede in Italia, a Napoli; in seguito alla caduta di Alì Pascià, fu catturato e impiccato a Giannina dai Turchi nel 1821 insieme ad altri notabili.
La famiglia perse tutto e la madre fuggì a Corcira (Corfù). Qui fu apprendista orafo e incisore. Studiò la scienza numismatica e, sebbene autodidatta, gli studi pubblicati gli hanno dato rinomanza. Aprì un commercio di monete prima a Corcira 
e poi ad Atene. Nello stesso tempo, registrò le sue osservazioni in modo scientifico e pubblicò i primi scritti a Corfu nel 1855, continuando poi nei successivi trenta anni.
Formò le sue collezioni di monete antiche delle Isole ioniche, dei crociati e dei conquistatori franchi, collezioni che furono tra le più ricche d'Europa.
Ebbe quattro figli tra cui Spyridon, che fu in seguito primo ministro e Ioannes Lampros, anch'egli numismatico.

## Opere
- Περί των εκ Καλαρρυτών Χρυσοχόων και της τέχνης αυτών
- 1855 : Περί έξ χρυσών νομισμάτων του Φιλίππου
- 1865-1866 : Monete inedite dei gran Maestri dell'ordine di S. Giovanni di Gerusalemme in Rodi. Venezia
- 1870 (a cura di, con Ioanne Romano; auctore Carolo Hopf) : Γρατιανός Ζορζής, αυθεντής Λεύκαδος, ιστορική πραγματεία. Corcyrae
- Ανέκδοτον νόμισμα Σαρουκχάν, Εμίρου της Ιωνίας, κοπέν εν Εφέσω
- 1870 : Νομίσματα της Νήσου Αμοργού. Atene Textus
- Νομίσματα ανέκδοτα, κοπέντα εν Πέρα υπό της αυτόθι αποικίας των Γενουηνσίων
- Unedirte Münzen und Bleibullen der Despoten von Epirus
- 1876 : Ανέκδοτα νομίσματα του Μεσαιωνικού Βασιλείου της Κύπρου. Atene Textus
- 1876 : Ανέκδοτα Νομίσματα κοπέντα εν Γλαρέντσα. Atene Textus
- 1878 (coordinatore Gustave Schlumberger) : Numismatique de l'Orient latin. Parigi Textus
- Monnaies inédites d' Antioche et de Tripoli
- Monnaies inédites de Chio
- Monnaies inédites de Pierre-Raymond Zacosta
- Ανέκδοτα νομίσματα και μολυβόβουλα των κατά τους μέσους αιώνας δυναστών της Ελλάδος
- Νομίσματα και μετάλλια της Επτανήσου Πολιτείας και της προσωρινής των Ιονίων Νήσων παρά των Άγγλων κατοχής
- Νομίσματα των αδελφών Μαρτίνου και Βενεδίκτου Β' Ζαχαριών δυναστών της Χίου
- 1886 : Μεσαιωνικά νομίσματα των δυναστών της Χίου